# Londoko-zavod
Londoko-zavod (in lingua russa Лондоко-завод) è un centro abitato dell'Oblast' autonoma ebraica, situato nell'Oblučenskij rajon.